# 劉澤 (弘治進士)
劉澤（1468年—？），字濟民，山东兖州府济宁州人，民籍，明朝政治人物。

## 生平
弘治十一年（1498年）戊午科山東鄉試第二十名舉人。弘治十二年（1499年）中式己未科會試第一百八十三名，三甲第九十二名進士。授吴江知县，正德元年（1506年）八月选授刑科給事中，时刘瑾用事，泽不为屈，除名。瑾诛，正德五年（1510年）九月复官。 七年五月升河南按察司佥事，添设彰德、卫辉二府兵备，以流贼平定，十年七月调任山西，驻守代州，十一年十一月升本司副使，录大同打鱼王山及镇西南山庄坪等处功，十二年二月升一级，五月升布政司右參政，转左參政，嘉靖元年（1522年）二月升山西右布政使，九月升陕西左布政使，十二月升都察院右副都御史、整饬蓟州边备兼巡抚顺天地方，六年正月为试御史吴大本所论，回籍听勘，数年後卒。

## 家族
曾祖劉泉；祖劉吉；父劉鐸。嫡母康氏，生母蘇氏。严侍下。兄瀛、滄、瀾、澍。